# A·J·特勞斯
安德魯·詹姆斯·特勞斯（英語：Andrew James Trauth，1986年9月14日—）是美國的一位演員和音樂人。他是麻辣女孩中Josh Mankey的配音演員。特勞斯在2014年結婚。